# Hertekamp (equipo ciclista)
El equipo Hertekamp fue un equipo ciclista belga, de ciclismo en ruta que compitió entre 1970 y 1973. No se tiene que confundir con los equipos Goldor-Hertekamp y Van Cauter-Magniflex. De 1974 a 1988 compitió en la modalidad de ciclocrós.

## Principales resultados
- Gran Premio de Fourmies: Noël Vantyghem (1970)
- Campeonato de Flandes: Noël Van Clooster (1970)
- París-Tours: Rik Van Linden (1971)
- Vuelta a Suiza: Georges Pintens (1971)
- Milán-Turín: Georges Pintens (1971)
- Gante-Wevelgem: Georges Pintens (1971)
- Druivenkoers Overijse: Georges Pintens (1971)
- Halle-Ingooigem: Noël Van Clooster (1971)

### A las grandes vueltas
- Giro de Italia
  - 2 participaciones (1970, 1971)
  - 0 victorias de etapa:

- Tour de Francia
  - 0 participaciones

- Vuelta a España
  - 1 participaciones (1970)
  - 1 victorias de etapa:
    - 1 el 1970: Jean Ronsmans

  - 0 clasificación finales:
  - 0 clasificaciones secundarias: